# 柏原語六
柏原　語六（かしわばら ごろく、1897年9月20日 - 1981年6月5日）は、日本の弁護士。最高裁判所判事。岡山県出身。

## 概要
1920年（大正9年）中央大学法学部を卒業。1921年（大正10年）に弁護士登録。
1961年（昭和36年）4月に柏原が所属する会派から順送りで推されて、無競争のまま東京弁護士会会長に選出されて就任。会長に選ばれた時に「抱負は別にないが、弁護士の職域を広げること。正義の実現を旨とする弁護士のあり方は、もっと世間に受け入れられていいと思う」と述べる。
1963年（昭和38年）12月に最高裁判所判事に就任。1958年（昭和33年）と1962年（昭和37年）にも日弁連から最高裁入りを推され固辞したこともあり、三度目に了承したことになる。柏原を最高裁判事とする人事について、横田喜三郎最高裁長官は最高裁で裁判官会議を開き、柏原について、弁護士として破産管財人を務めている間に最高裁判事としてふさわしくない行為があったとして内閣に撤回を求めたが、内閣は調査の結果「さしつかえなし」との結論になって人事が発令された経緯がある。就任の際には「何事も筋を通すことが大切。事件に対しては常に公平無私の態度で望み、法の目的である正義を実現したい」と述べる。
1967年（昭和42年）9月に定年退官。
1981年（昭和56年）6月5日、東京・新宿区の国立医療センターで83歳で死去した。